# NGC 2977
NGC 2977 (другие обозначения — UGC 5175, MCG 13-7-35, ZWG 350.30, KARA 393, IRAS09388+7505, PGC 27845) — спиральная галактика (Sb) в созвездии Дракона. Открыта Уильямом Гершелем в 1801 году.

## Характеристики
У галактики определена плотность гало тёмной материи. Параметр {\displaystyle \mu _{0D}}, который представляет собой произведение радиуса ядра гало тёмной материи и его центральной плотности, составляет 2,26 M⊙/пк². В галактике наблюдается сильная эмиссия в линии H-альфа, а кривая вращения, измеренная по ней, плоская и выходит на плато со значением 190 км/с, что ниже, чем по результатам наблюдений в оптическом диапазоне. Галактика обладает флоккулентным спиральным узором и в ней наблюдается три различных резонансных радиуса.

## История открытия
Этот объект входит в число перечисленных в оригинальной редакции «Нового общего каталога». В ночь 2 апреля 1801 года Гершель открыл 15 туманностей, включая эту галактику. Координаты открытых в эту ночь объектов Гершель определил с большими систематическими ошибками из-за того, что в эту ночь телескоп был неправильно настроен.